# کارل آبراهام
کارل آبراهام، (به انگلیسی: Karl Abraham) (زاده ۳ می ۱۸۷۷ - درگذشته ۲۵ دسامبر ۱۹۲۵) روانکاو آلمانی.
کارل در حوزه روان‌شناسی کلاسیک جزء شاخص‌ترین و حرفه‌ای‌ترین روان‌شناس‌های نزدیک به فروید بود.
رفتار گرم و مهربانانه کارل جزئی از هنر در روابط دوستانه او بود.
ابتدا علاقه زیادی به فلسفه و زبان‌شناسی داشت اما شروع به تحصیل در رشته روان‌شناسی در آلمان کرد و سپس مهاجرت کرد و به سوئیس آمد. تئوری علت‌شناسی اختلال‌های روانی را بر مبنای مراحل روان‌جنسی (Psychosexual stages) فروید، بنیان گذاشت و دربارهٔ منش‌شناسی و پسیکوزمانیک - دیپرسیو مطالب زیادی نوشت.

## دیدگاه
یکی از مقوله‌های مهم مطرح‌شده توسط کارل آبراهام، به چگونگی شکل‌گیری شخصیت مربوط است.
او شخصیت دمدمی و مسامحه‌گر دهانی را در مقابل شخصیت کنترل‌کننده و خشک مقعدی قرار می‌دهد.
به نظر وی، تأثیر تثبیت در مراحل ماقبل تناسلی (pregenital) بر شکل‌گیری شخصیت آن چنان در دل تفکر روان‌شناسی معاصر جای‌گرفته که گاه منشأ اولیه آن فراموش می‌شود.